# Tu-2 (航空機)
Tu-2 / Ту-2
モスクワ市中央区ヤキマンカ地区上空を飛行する
Tu-2 (1945年6月23日撮影)
- 用途：急降下爆撃機・偵察機
- 分類：前線爆撃機・前線偵察機（軽爆撃機）
- 設計者：トゥーパリェフ設計局
- 製造者：第166工場、カザン工場
- 運用者

  -  労働者・農民赤色空軍
  -  ソビエト連邦空軍他
- 初飛行：1941年1月29日
- 生産数：2,257機
- 生産開始：1941年
- 運用開始：1942年
- 退役

  - 1950年（ソ連空軍）
  - 1970年代（人民解放軍空軍）
- 運用状況：退役

Tu-2（Tupolev Tu-2 ティーユー2 / 露:Ту-2 トゥー・ドヴァー）は、ソ連のトゥーパリェフ設計局が開発し、赤色空軍などで運用された爆撃機。
前線爆撃機として開発が始められたが、用途変更により基本量産型は急降下爆撃機となった。偵察機としても運用された。北大西洋条約機構(NATO)で使用された「バット ("Bat")」は、「蝙蝠」の意。

## 概要
Tu-2は、双発の片持ち式単葉機であった。垂直安定翼には、水平尾翼両端に傾けた垂直尾翼を取り付ける双尾翼方式が採用されていた。降着装置は完全な引き込み式とされ、滑らかな機体表面、密閉式風防と合わせて空気抵抗の軽減が実現されていた。

### 赤軍新型爆撃機の開発
ツポレフ設計局の主任技師アンドレーイ・トゥーポレフは、怠業の罪で1937年10月、内務人民委員部(NKVD)により逮捕・投獄された。この時期、多くの設計者が同様の不幸に遭っており、トゥーポレフもその一人であった。1938年になると、世界情勢は全世界規模での戦争に向けて険悪なものになっていた。来るべき大戦に備え、ソ連政府は労農赤軍の早急なる近代化が必要であると結論付けた。そのためには、まず航空戦力の増強が至急の課題であるとされた。監獄に入れられていた設計者は、NKVDの管轄下に置かれた「特別技術部」(Специальные технические Отделы)において新型航空機の開発を行うよう命ぜられた。名前こそ技術部となっているが、実情は常時監視下に置かれており、牢獄と同義語であった。「特別技術部」のロシア語での略称は「STO」(СТОストー)であったが、これがロシア語で「100」を意味する単語「сто」(ストー)と同じであったことから、この部署の下に置かれる分署には「100」番台の名称が与えられることになった。
トゥーポレフは、分署「103」において高高度急降下爆撃機PB(ПБ:「急降下爆撃機」の略号)の開発に着手した。この機体には航空機「57」(Самолет «57»サマリョート・ピヂスャート・スィェーミ)という開発名称が与えられた。第二次世界大戦の勃発に伴い開発要求は変更され、PBは前線爆撃機FB(ФБエーフ・ベー:「戦前爆撃機」の略号)として開発が継続されることとなった。FBには新たに航空機「103」(Самолет «103»サマリョート・ストー・トリー)もしくは航空機「58」(Самолет «58»サマリョート・ピヂスャート・ヴォースィェミ)という開発名称が与えられた。なお、航空機「58」はトゥーポレフの名前に因んでANT-58(АНТ-58)とも呼ばれる。
FBの開発は、ペトリャコフ、ミャスィーシチェフ、トマシェーヴィチなど他社との競合で行われた。分署「100」では、ヴラジーミル・ペトリャコーフが高高度戦闘機VI(航空機「100」)の開発を行った。これは、のちに急降下爆撃機Pe-2として成功を収めた。分署「102」では、ヴラジーミル・ミャスィーシチェフが高高度爆撃機DVB(航空機「103」)の開発を行ったが、成功は収められなかった。

### 前線爆撃機の完成
1941年1月には、最初の試作機となる航空機「103」(「58」)が初飛行を実施した。続いて、2つめの試作機となる航空機「103U」(「59」)が完成し、工場試験を好成績で通過した。航空機「103U」は素晴らしい飛行性能を発揮した。この機体は量産に移されることが決定した。
独ソ戦が開始されると、監禁されていた設計者の多くは解放され、前線から離れた南西シベリアのオムスクへ疎開した。そのため、オムスクには急遽多くの航空機生産工場が建設されることとなった。
トゥーポレフも、この地において航空機「103」と「103U」の完成作業を急いだ。機体の能力向上のため、新しい動力機関として空冷式のM-82が選択された。この星型エンジンを搭載した機体は、航空機「103V」(「60」)と呼ばれた。
1941年秋になると、それまでA・A・アルハーンゲリスキイ記念試作設計局からアレクサンドル・アルハーンゲリスキイがトゥーポレフのもとに戻った。アルハーンゲリスキイは、かつてトゥーポレフのもとでSB(高速爆撃機)の開発を行い大きな成功を収め、独立後には自身の設計局で急降下爆撃機Ar-2を開発した実績があった。彼の参加は、今回の新型爆撃機の方向性に大きな影響を及ぼすこととなった。
航空機「103V」は1941年12月15日に初飛行を果たし、各種試験と完成作業が急がれた。

### 生産と配備
航空機「103V」が試験を行うと同時に、工場では量産型の生産が開始された。量産機の制式名称はTu-2とされた。量産初号機は1942年2月に完成し、年末までに80機のTu-2が工場を出た。しかし、これを以ってTu-2の生産は中止され、工場はヤコヴレフ設計局の戦闘機の増産のために提供された。
クルスクの戦い後の1943年、ソ連政府はTu-2の生産再開を決定した。この年、ツポレフ設計局は前線から遠く移動の便の悪いオムスクからすでにドイツ軍の脅威から解放された首都モスクワに戻っており、Tu-2の生産もモスクワで行われることとなった。年末までTu-2の生産が行われたが、年末には大規模な改良を盛り込んだ発展型であるTu-2Sが完成した。Tu-2Sは1944年から大量に生産され、戦後も生産は7年間ほど継続された。
1942年から1945年末までの間に1216機のTu-2とその派生型が生産され、最終的な生産数は2527機となった。派生型の中では、前線爆撃機型と偵察機型が実用化された。

### 実戦

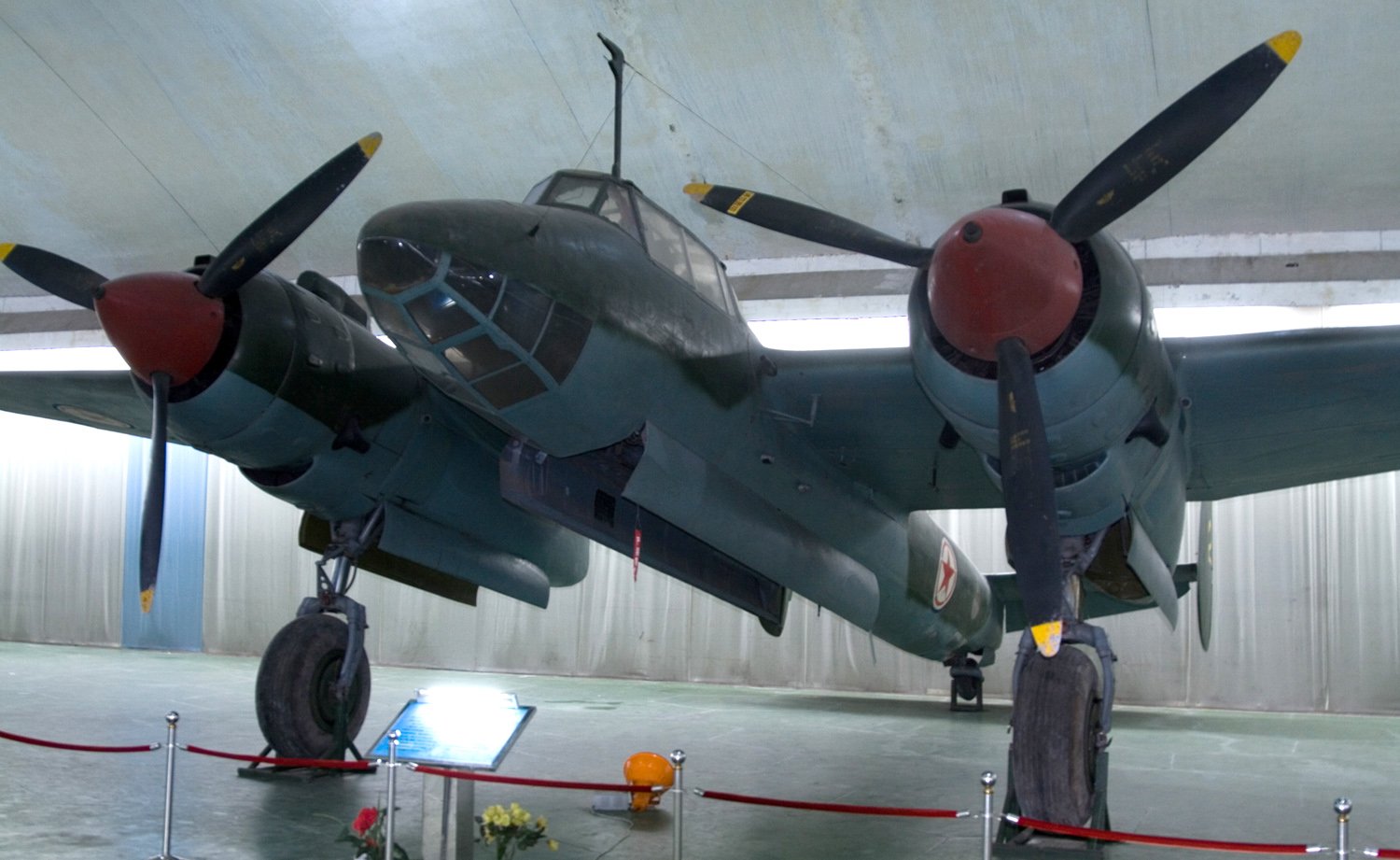
中国人民解放軍のTu-2

地上部隊を支援する多用途爆撃機である前線爆撃機として開発されたTu-2は、その任務の特性から実際には急降下爆撃任務が課されることが多かった。
第二次世界大戦におけるTu-2の行動範囲は広く、ナチス・ドイツに対する戦闘から日本に対する戦争にまで、西はベルリンから東は満洲、樺太にまで及んだ。実戦には700機から800機が参加したといわれる。
前線のパイロットらは、それまでのSBやPe-2と比べ、Tu-2の高性能振りに驚きを示したといわれる。Tu-2の爆弾搭載量は大きく、防禦火器は強力で乗員防禦装甲も厚かった。また操縦特性は良好で、機体構造の信頼性も高かった。飛行特性に難があり、機体構造にも欠陥を抱え、しばしば墜落事故を起こしていたPe-2と比べると、Tu-2の安全性は際立っていた。防御力の高さは、Tu-2をしてソ連爆撃機の中で初めて護衛戦闘機なしでの作戦飛行を可能ならしめた。
1942年9月にはカリーニン戦線にて最初の損失が出たが、これは実際には作戦中の損失ではなく飛行軍事試験の最中の損失であった。
多くのTu-2が、他のソ連爆撃機同様、初期には空中偵察任務にも使用された。Tu-2は「眼の瞳」(«зеница ока»ズィニーツァ・オーカ)と呼ばれ、この任務においても高い実績を残した。1943年のクルスクの戦いでは、18機のTu-2が第285爆撃機師団の前線偵察機として実戦に参加した。
Tu-2は、1944年には機体防禦や武装の更新を受けた。そして、第334爆撃機師団へ配備されてフィンランド方面へ派遣された。そこでは、Tu-2は要塞や鉄道要衝・橋梁などへの攻撃に用いられた。この中で師団は1機のTu-2も失わなかった。その後、ベラルーシ反攻やバルト地方の戦いに参加、1945年4月7日には、Pe-2と合同でドイツ軍が陣地を構えた都市、ケーニヒスベルクを2時間にわたって爆撃した。4日間に、町には4440 tの爆弾が投下され、4月10日には陥落した。ベルリンの戦いにおいては、第6爆撃機軍団のTu-2がドイツ地上部隊に対し決定的な打撃を与えた。54機のTu-2が、作戦初日ですでに97 tの爆弾を投下した。
欧州戦線の終結とソ連の対日参戦に伴い、第6爆撃機軍団は日本に対する戦闘に振り替えられた。航空戦力の劣勢な日本軍に対し、Tu-2やPe-2を主力とした赤軍航空部隊は有利に作戦を遂行した。
第二次世界大戦の終結後も、Tu-2は長くソ連軍とワルシャワ条約機構軍の主要作戦機であり続けた。朝鮮戦争に際しては多数のTu-2が中華人民共和国に供与され、実戦任務に投入された。また、機体規模が手頃で性能も安定していたことから、各種試験機としても多数が使用された。多くの試作機も製作された。
Tu-2の後継機としては、ジェット機のIl-28やTu-16などが開発された。

## 派生型
ANT-103
ANT-58とも。AM-37液冷エンジンを装備した。
Tu-2
開発名称ANT-60。M-82空冷エンジンを装備した。
Tu-2R
前線偵察機型。1942年に初飛行。当初はM-82Aエンジンなどを搭載したが、最終的にはより能力の高いASh-82FNを搭載した。
Tu-2U
練習機型。
Tu-2Sh
Tu-2RShRとも呼ばれた。57 mm対戦車砲RShR-57を搭載したシュトゥルモヴィーク型。1944年に初飛行。搭載砲の未完成により開発中止。
Tu-1
開発名称ANT-104。Tu-2Pとも呼ばれた全天候重迎撃戦闘機型。1944年に初飛行。1,950馬力のAM-43Vエンジンを搭載し、641 km/hの最高速度を発揮した。23 mm機関砲NS-23を主翼内に2 門、45 mm機関砲NS-45を機首に2 門、12.7 mm機銃UBTを防禦用に2 門搭載。また、尾部に捜索レーダーを装備した。
Tu-2M
開発名称ANT-61。Tu-2 ASh-83とも呼ばれる。1900 馬力のASh-83を搭載する派生型。1945年に初飛行。ASh-83空冷エンジンの失敗により制式化されなかった。
Tu-2D
開発名称ANT-62。ANT-103の長距離型ANT-103-Dに基づいて設計された。1944年に初飛行。1850 馬力のASh-82FNエンジンを搭載し、燃料搭載量増加を図った結果、2,790 kmの実用航続距離を発揮した。
Tu-2T
開発名称ANT-62T。Tu-2Dを元に開発された雷撃機型で、950 kgの45 cm魚雷2 発を搭載できた。1945年に初飛行。
Tu-2 (716)
Tu-2の再生産に伴い、仕様の標準化を目指して開発された機体。第716工場で開発されたことから「716」と通称された。ASh-82FNを装備。本格生産に入ったTu-2Sの前の型式。
Tu-2S
1,850 馬力のM-82FNエンジンを搭載した大戦中の主力型。1943年に初飛行。「S」はロシア語で「標準型」を意味する「стандартный тип」(スタンダールトヌィイ・チープ)に由来する。
SDB
Tu-2Sから開発された高速昼間爆撃機型。1943年に製作された初号機は開発名称ANT-63で呼ばれ、1944年に製作された試作2号機はANT-63PまたはANT-63-2と呼ばれた。試作2号機では、1,885馬力のAM-39F液冷エンジンが搭載された。
Tu-2F
開発名称ANT-64。前線偵察機型。
Tu-2G
高速輸送機型。降下部隊の展開に用いられ、GAZ-67Bトラックを搭載できた。
Tu-2「パラヴァン」
2機が製作された試験機。阻塞気球のワイヤー切断用カッターと破壊装置を装備していた。
Tu-2DB
開発名称ANT-65。1950 馬力のAM-44TK液冷エンジンを搭載し、2,570 kmの航続距離を発揮した。1946年に初飛行。
Tu-2D (67)
開発名称ANT-67。ANT-62の派生型。1,900馬力のACh-30BFディーゼルエンジンを搭載する長距離爆撃機として開発された。航続距離は6,000 kmとなった。1946年に初飛行。
Tu-2N
ジェットエンジンの搭載試験を行った機体。RD-500とRD-45が試験された。
Tu-6
Tu-2Rの後継機として開発された前線偵察機型。1946年に初飛行。
Tu-2 (1947)
1947年から生産された急降下爆撃機の戦後型で、イルクーツクのイルクーツク航空機工場で218機が製造された。Tu-2Sと比べ、性能面で若干の向上が見られる。
Tu-8
開発名称ANT-69。1947年に初飛行。しかし、同年にTu-8より航続距離が長く兵器搭載量の大きいTu-4の実用化に成功したこと、また設計局が新しいジェット爆撃機の開発を行わなければならなかったことにより、量産化は中止された。
Tu-10
開発名称ANT-68。一時、Tu-4と呼ばれたこともあった。1945年に初飛行。SDBの試験結果を元に開発された高速急降下爆撃機。AM-39FN2液冷エンジンを搭載し、尾翼も新型のものが装備された。性能は上々のもので、第82工場で50機が製造された。新型機としては、ソ連で生産された最後のレシプロ爆撃機となった。
Tu-28
Tu-8の派生型で、前線偵察機として開発された。
Tu-2K
試験機。2 機が製作され、射出座席の試験に用いられた。
UTB-2
1946年から1947年にかけて製作されたTu-2の教育訓練爆撃機型。スホーイ設計局によって開発された。700 馬力のASh-21エンジンを搭載した。
Tu-10
開発名称ANT-72及びANT-73。ニーン1ジェットエンジンを搭載した。
Tu-18
開発名称ANT-77。RD-45ジェットエンジンを搭載した。

## スペック

### Tu-2
- 初飛行：1941年
- 翼幅：18.86 m
- 全長：13.80 m
- 全高：4.13 m
- 翼面積：48.52 m2
- 空虚重量：7,601 kg
- 通常離陸重量：10,538 kg
- 最大離陸重量：11,768 kg

三面図

- 発動機：シュヴェツォーフ設計局製ASh-82空冷エンジン ×2
- 出力：1,850 馬力 ×2
- 最高速度(地表高度)：444 km/h
- 最高速度：521 km/h
- 実用航続距離：2,020 km
- 上昇率：490 m/min
- 実用飛行上限高度：9,000 m
- 乗員：4 名
- 武装：
  - 固定武装：20 mm機関砲ShVAK ×2、7.62 mm機銃ShKAS ×3、12.7 mm機銃UBT ×1
  - ロケット弾：RS-132 ×10
  - 爆弾搭載量：通常1,000 kg、最大2,000 kg、過積載3,000 kg

### Tu-2S
- 初飛行：1943年
- 翼幅：18.86 m
- 全長：13.80 m
- 全高：4.55 m
- 翼面積：48.80 m2
- 空虚重量：7,474 kg
- 通常離陸重量：10,360 kg
- 最大離陸重量：11,360 kg
- 発動機：シュヴェツォーフ設計局製ASh-82FN空冷エンジン ×2
- 出力：1,850 馬力 ×2
- 最高速度(地表高度)：482 km/h
- 最高速度：547 km/h
- 実用航続距離：2,100 km
- 上昇率：526 m/min
- 実用飛行上限高度：9,500 m
- 乗員：4 名
- 武装：
  - 固定武装：20 mm機関砲ShVAK ×2、12.7 mm機銃UBT ×2
  - 爆弾搭載量：通常1,000 kg、最大2,000 kg、過積載3,000 kg

## 運用者
- ソ連
  - 労働者・農民赤色空軍(1946年まで)
  - 空軍(1946年から)
  - 海軍航空隊
- ブルガリア
- ルーマニア
- ハンガリー
- ポーランド
- 中華人民共和国
- 朝鮮民主主義人民共和国

## 現存する機体
| 型名  | 番号    | 機体写真 | 所在地                      | 所有者                           | 公開状況 | 状態     | 備考 |
| ----- | ------- | -------- | --------------------------- | -------------------------------- | -------- | -------- | --- |
| Tu-2  |         | 写真     | 中国 北京                   | 北京航空航天博物館               | 公開     | 静態展示 | |
| Tu-2S | ‘44792’ | 写真     | 中国 北京                   | 中国人民革命軍事博物館           | 公開     | 静態展示 | |
| Tu-2S |         | 写真     | 中国 北京                   | 中国空軍航空博物館               | 公開     | 静態展示 | 2015年ころまで展示されていた「0462」号機と同一のものと思われる。                                                                       |
| Tu-2  | ‘20’    |          | 中国 北京                   | 中国空軍航空博物館               | 公開     | 静態展示 | |
| Tu-2S |         |          | 中国 北京                   | 中国空軍航空博物館               | 公開     | 静態展示 | |
| Tu-2T | ‘27’    |          | ブルガリア プロヴディフ州   | 航空博物館                       | 公開     | 静態展示 | |
| Tu-2S |         |          | ポーランド マウォポルスカ県 | クラクフ・ポーランド航空博物館   | 公開     | 静態展示 | |
| Tu-2S | ‘8’     |          | ポーランド マゾフシェ県     | ポーランド軍博物館               | 公開     | 静態展示 | |
| Tu-2S | ‘103’   |          | ロシア モスクワ州           | 連邦文化芸術研究所中央空軍博物館 | 公開     | 静態展示 | 旧塗装 |
| Tu-2  |         |          | ロシア モスクワ市           | 勝利の翼の記憶軍事史財団         | 非公開   | 修復中   | もともとウォー・イーグルス航空博物館が所有していた機体。ノヴォシビルスク国立総合大学の協力のもと修復作業が行われている。旧塗装1旧塗装2 |
| Tu-2  |         | 写真     | アメリカ フロリダ州         | ファンタジー・オヴ・フライト     | 公開     | 保管中   | |